# Linger On
Linger On is een nummer van de Belgische alternatieve rockband Balthazar uit 2021.
Jinte Deprez zei over het nummer: "'Linger On' is een ouder nummer, maar dat klopte akoestisch nooit helemaal. Toen we elektronischer gingen werken, werd duidelijk dat dat echt een coole song was. In dat opzicht hebben we er ook wel echt ons voordeel uit gehaald".
Het nummer wist in thuisland België geen hitlijsten te bereikten. In Nederland werd de nummer 1-positie gehaald in de Verrukkelijke 15 van NPO Radio 2, maar andere hitnoteringen bleven uit.

## Tracklijst
- Muziekdownload

1. "Linger On" - 3:57